# Maria Badia i Cutchet
Maria Badia i Cutchet (ur. 13 maja 1947 w Sant Quirze del Vallès) – hiszpańska i katalońska polityk, deputowana do Parlamentu Europejskiego VI i VII kadencji.

## Życiorys
Po ukończeniu filologii angielskiej na Uniwersytecie Autonomicznym w Barcelonie pracowała jako nauczycielka tego przedmiotu w Sabadell. Po upadku reżimu frankistowskiego w 1975 wstąpiła do Konweregnecji Socjalistycznej Katalonii (Convergencia Socialista de Catalunya). Później pracowała jako koordynatorka I sekretariatu PSC-PSOE (1985–1994) oraz koordynatorka ds. stosunków międzynarodowych PSOE (1994–1996). Od 1996 do 1999 była zatrudniona jako dyrektor sekretariatu prezydium parlamentu Katalonii. W 2000 objęła funkcję sekretarza ds. polityki europejskiej i międzynarodowej PSC (ponownie wybrana w 2004).
W 2004 uzyskała mandat posłanki do Parlamentu Europejskiego. W 2009 uzyskała reelekcję. Wchodzi w skład Komisji Kultury i Edukacji. Zasiadała również m.in. w delegacji ds. stosunków z Chińską Republiką Ludową.